# إتش ويلي هيتشكوك
إتش ويلي هيتشكوك (بالإنجليزية: H. Wiley Hitchcock)‏ هو أستاذ جامعي أمريكي، ولد في 28 سبتمبر 1923 في ديترويت في الولايات المتحدة، وتوفي في 5 ديسمبر 2007 في نيويورك في الولايات المتحدة.

## وصلات خارجية
- إتش ويلي هيتشكوك على موقع ميوزك برينز (الإنجليزية)
- إتش ويلي هيتشكوك على موقع ديسكوغز (الإنجليزية)